# Olívia Santana
Maria Olívia Santana (Salvador, 25 de março de 1967) é uma política, Pedagoga, militante do movimento de mulheres negras e fundadora da União de Negros Pela Igualdade (UNEGRO). Em 2023, Olívia lançou  seu primeiro livro: Mulher Preta na Política. Realizado em parceria com a editora Malê, o livro é um relato pessoal, um documento histórico e um gesto de convocação para que mais mulheres negras adentrem o espaço da política. Filiada ao PCdoB, foi reeleita a  deputada estadual na Bahia,em 2022, com 92.559 mil votos, sendo a mais votada da esquerda no estado. Olívia foi candidata à prefeita de Salvador, em 2020, vereadora de salvador, por 10 anos, Secretária municipal de Educação, além de Secretaria Estadual de Política para as Mulheres (SPM), e do Trabalho, Emprego, Renda e Esporte (SETRE).

## Biografia
Olívia Santana  sempre lutou contra as desigualdades sociais e discriminações. Filha de uma empregada doméstica com um marceneiro, ela nasceu em uma família pobre, na invasão de Ondina, onde teve uma infância de carência extrema. Nasceu em Salvador no dia 25 de março de 1967, na comunidade do Alto de Ondina.[carece de fontes?] Aos 14 anos de idade, começou a trabalhar como faxineira, em uma escola particular para auxiliar no orçamento familiar. Sua história sofreu a primeira grande mudança em 1987, quando passou no vestibular da Universidade Federal da Bahia (UFBA) para pedagogia e deixou o emprego de faxineira do Colégio Universo do Guri para dedicar-se aos estudos.[carece de fontes?]
Iniciou a vida política em 1988, como presidenta do Diretório Acadêmico de Pedagogia e secretária de Educação e Cultura do Diretório Central dos Estudantes da UFBA. Foi vereadora de Salvador por 10 anos. Em 2007, foi instituído no Brasil o "Dia Nacional de Combate à Intolerância Religiosa" (21 de Janeiro) pela Lei 11.635/07. Esta lei federal, foi inspirada na  Lei 6.464/04 do Município de Salvador que teve a sua génese no Projeto de Lei de autoria de Olívia Santana da criação do "Dia Municipal de Combate à Intolerância Religiosa". É autora também do Projeto de Lei do Livro e da Leitura.
Militante histórica das causas negras, Maria Olívia Santana - “A negona da cidade” -  foi titular da Secretaria de Educação e Cultura de Salvador, ganhando destaque pela implantação do Sistema Informatizado de Matrícula e do ensino da História da África e da Cultura Afrobrasileira.[carece de fontes?]

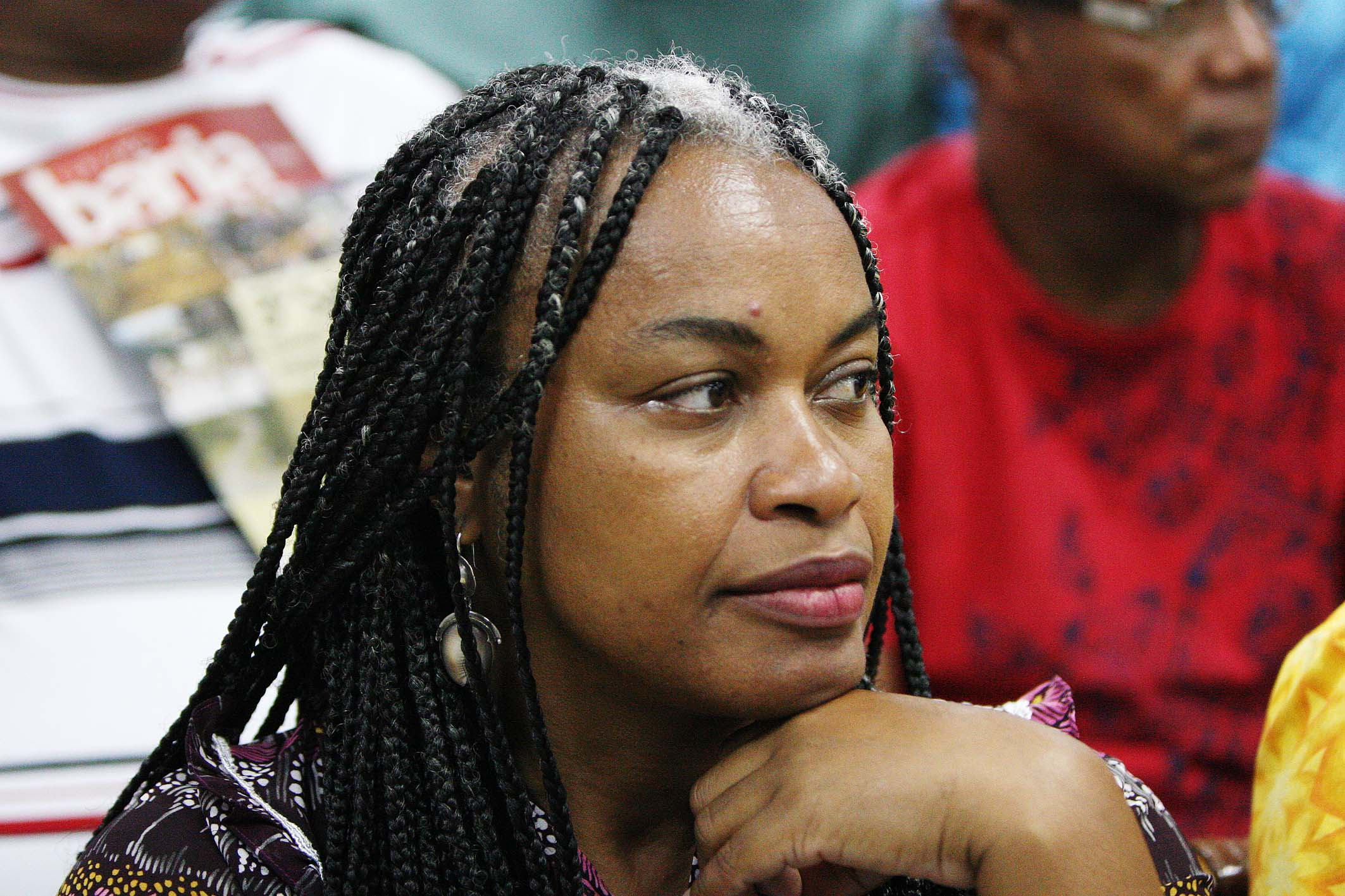
Cerimônia de transmissão de posse do Secretário de Turismo da Bahia (2011)

Olívia integra o Fórum das Mulheres Negras e o Conselho de Promoção da Igualdade Racial. Também teve o privilégio de poder entregar ou propor a entrega da Medalha Zumbi dos Palmares a diversas personalidades como Vadinho França, Egbomi Nice, José Vicente (reitor), Gilberto Gil, entre outros.
Em 2012, foi candidata a vice-prefeita de Salvador, na chapa de Nelson Pelegrino (PT).[carece de fontes?]
Em 2015, foi nomeada pelo Governador da Bahia, Rui Costa, e passou a fazer parte da sua equipe. Olívia Santana dirigiu a Secretaria de Políticas para as Mulheres. Uma das suas primeiras iniciativas foi a parceria com a Secretaria de Segurança Pública, para a implantação da Ronda Maria da Penha, que protege as mulheres em situação de violência. Também foi idealizadora dos projetos Mulher com a Palavra e Mulheres na Ciência.[carece de fontes?]
À frente da Secretaria do Trabalho Emprego Renda e Esporte da Bahia, Olívia lutou e garantiu o bom funcionamento da Rede SineBahia, ampliando suas funções com a implantação de equipes do programa Primeiro Emprego e com o lançamento do Portal Contrate Bahia. Fortaleceu o cooperativismo, a Economia Solidária e as políticas do Esporte.[carece de fontes?]
Em 2018 foi eleita Deputada Estadual, pelo PCdoB-BA. Como deputada estadual, Olívia vem trabalhando para que seu mandato seja sempre popular e participativo. No seu primeiro mandato, a deputada já apresentou mais de 131 indicativos, 90 moções e 49 projetos de lei.
Foi relatora do Programa Bolsa Presença, criado para auxiliar famílias em condições de vulnerabilidade social, e evitar que os estudantes precisem abandonar as escolas para trabalhar e complementar a renda da família. Em 2022, foram destinados mais de R$ 675 milhões para o projeto, contemplando 301 mil famílias e 341 mil estudantes.
Durante a Pandemia da COVID-19, Olívia autorizou a doação de 1 milhão e 800 mil reais, fruto de sua emenda parlamentar, para ações de combate ao coronavírus na Bahia, além de realizar entregas de cestas básicas.
Ela é autora da Lei nº 24.107/2021, da Dignidade Menstrual, que garante a distribuição de absorventes em escolas, unidades de saúde e penitenciárias, com o objetivo de atender às mulheres em situação de pobreza e vulnerabilidade social.

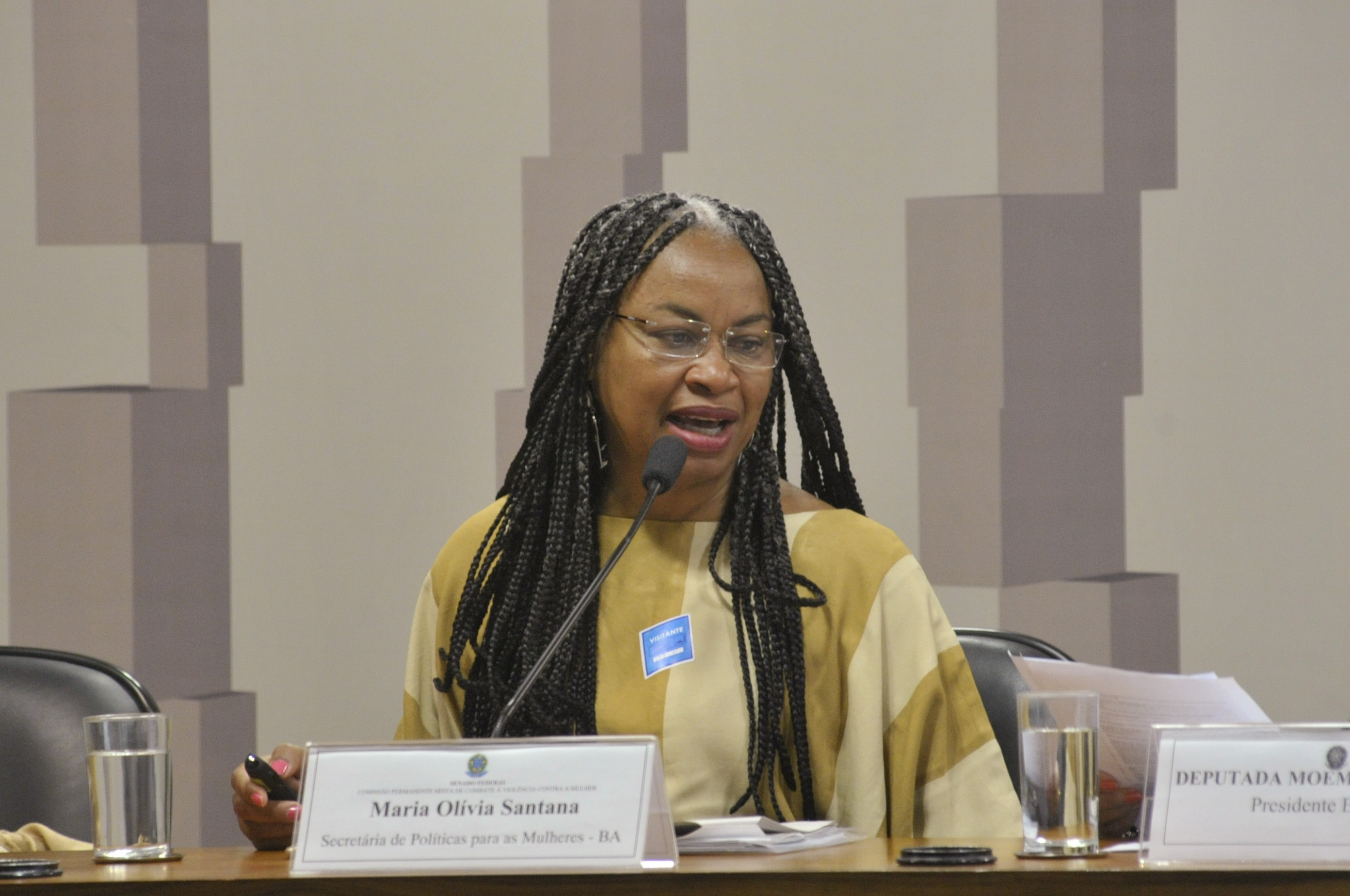
Comissão Permanente Mista de Combate à Violência contra a Mulher (2016)

Olívia também é autora da Lei nº 14.234/2020, de Afirmação da Autonomia, que prevê o encaminhamento prioritário para as mulheres vítimas de violência doméstica aos programas de geração de emprego, trabalho e renda do Governo do Estado da Bahia e às vagas nas empresas prestadoras de serviços. 
A lei estadual nº 23.281/2019, que tem como objetivo salvaguardar e incentivar a capoeira no estado, também é de autoria de Olívia. 
A frente da Comissão dos Direitos da Mulher, o mandato da deputada Olívia Santana vem contribuindo para o fortalecimento do enfrentamento a violência contra a mulher, possibilitando o reforço da rede de proteção, além de promover iniciativas que reafirmam o empoderamento das mulheres baianas, como a realização do primeiro Parlamento Feminista na Bahia, que teve como objetivo fortalecer a participação feminina na política.
Foi relatora do Programa Bolsa Presença, criado para auxiliar famílias em condições de vulnerabilidade social, e evitar que os estudantes precisem abandonar as escolas para trabalhar e complementar a renda da família. Em 2022, foram destinados mais de R$ 675 milhões, para o projeto, contemplando 301 mil famílias e 341 mil estudantes. 
Fortalecer a Agricultura Familiar e a Economia Solidária são propósitos fundamentais para oportunizar opções de renda para o nosso povo. Pensando nisso, Olívia criou a Frente Parlamentar do Cooperativismo e Economia Solidária. Apresentou o Projeto de Lei (PL./23.319/2019) que propõe a introdução do leite de cabra e seus derivados, na alimentação escolar. Olívia também destinou recursos através de emenda parlamentar para aquisição de tratores, kit de irrigação e intermediou a perfuração de poços artesianos. 
Kits de cozinhas também foram adquiridos, através de recurso de emenda parlamentar, e entregues a associações de mulheres, proporcionando autonomia e empoderamento dessas mulheres.

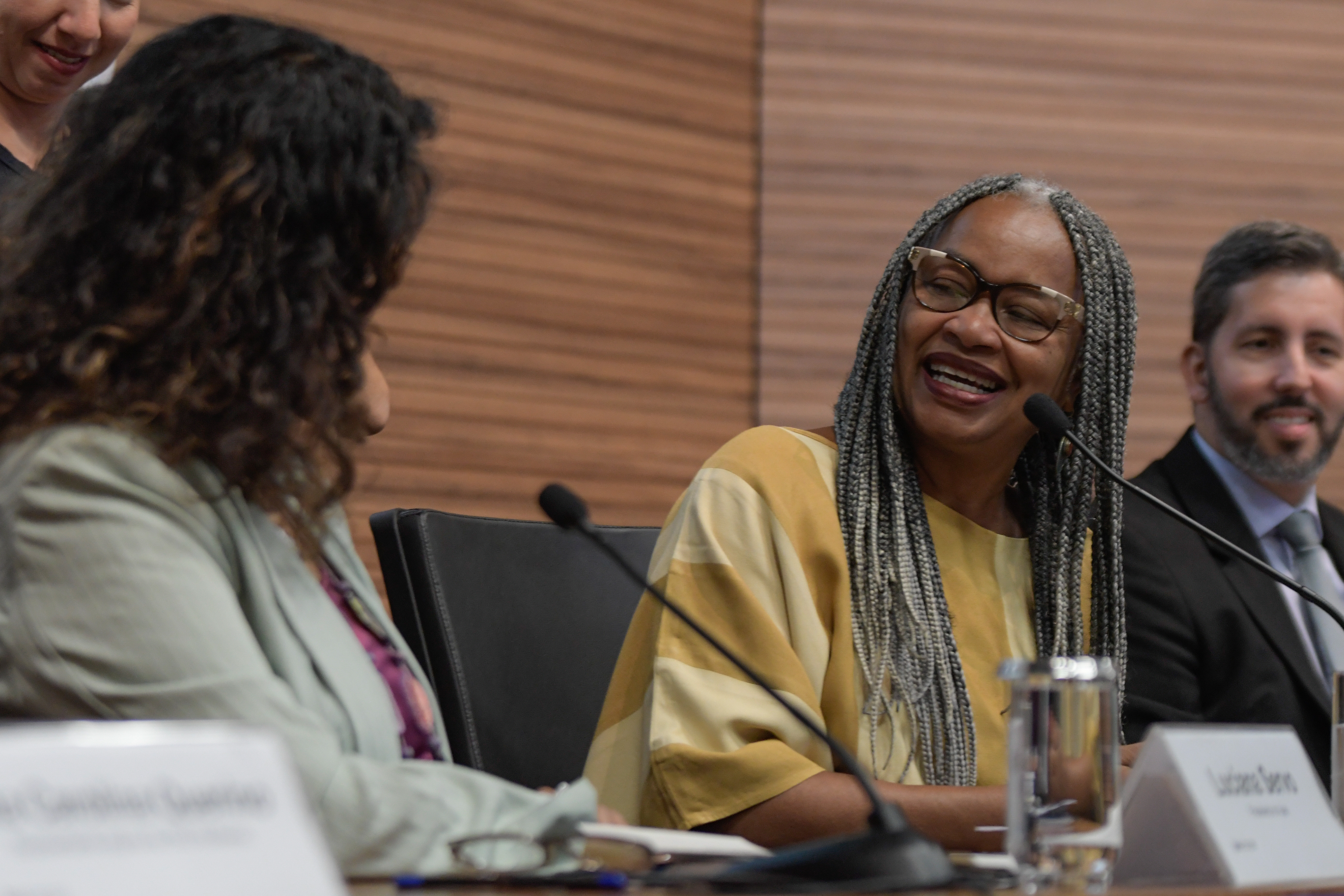
Seminário: Cuidar, Verbo Transitivo: Caminhos para a Provisão de Cuidados no Brasil (2023)

Para defender os direitos dos trabalhadores, em especial que perderam seus empregos com o fechamento da Ford, Olívia coordena a Frente Parlamentar em Defesa da Indústria e do Emprego. Que tem também como bandeira o retorno do Conselho de Desenvolvimento Econômico e Social na Bahia. 
A Educação e o Esporte são bandeiras levantadas por Olívia. Destinou cerca de 500 mil reais, através de emenda parlamentar para aquisição de ônibus escolar, equipamentos para as escolas estaduais e incentivo à qualificação profissional de jovens. No esporte, Olívia destinou cerca de 300 mil reais para a reforma de dois campos: o Campo do Marão, no bairro da Boca do Rio, em Salvador, e o Campo do Pilar, em Santo Amaro, além de equipamentos esportivos e investimentos para a realização de projetos. 
Na área da Saúde, Olívia destinou 900 mil reais para aquisições importantes como ambulâncias, salas de parto, kits odontológico, mamógrafo, aparelho de Raio x e de Ultrassom.[carece de fontes?]

## Atividades políticas
- Dirigente Nacional do Partido Comunista do Brasil (PCdoB)
- Integrante do Conselho Nacional de Promoção da Igualdade Racial
- Integrante do Fórum de Mulheres Negras
- Presidente da Comissão de Reparação da Câmara Municipal de Salvador
- Dirigente da União de Negros pela Igualdade (Unegro).